# Gustaf Nordén
Gustaf Nordén, född 23 april 1884 i Risinge församling,  Östergötland, död 14 december 1947, svensk friidrottare (tresteg). Han tävlade för IFK Norrköping och hade det svenska rekordet i tresteg 1908 till 1912 och vann SM 1909. Han deltog även vid OS 1912.

## Karriär
Den 20 september 1908 i Norrköping slog Nordén Karl Fryksdahls svenska rekord i tresteg från 1907, med ett hopp på 13,72. 
1909 förbättrade Nordén sitt rekord till 14,07. Senare, den 11 september 1909, förbättrade han vid SM i Göteborg rekordet till 14,12 (han vann SM-guld). Resultatet på 14,07 underkändes av Svenska Idrottsförbundet eftersom ett bättre resultat nåddes samma år. Nordén förlorade rekordet till Gustaf "Topsy" Lindblom 1912.
1911 hoppade Gustaf Nordén 14,17, men detta resultat underkändes som rekord.
Vid OS i Stockholm 1912 var Nordén med i tresteg och kom då på tionde plats med 13,81.